# Kazimierz Sulimierski
Kazimierz Sulimierski (ur. ok. 1855, zm. 17 kwietnia 1914 w Sanoku) – polski inżynier.

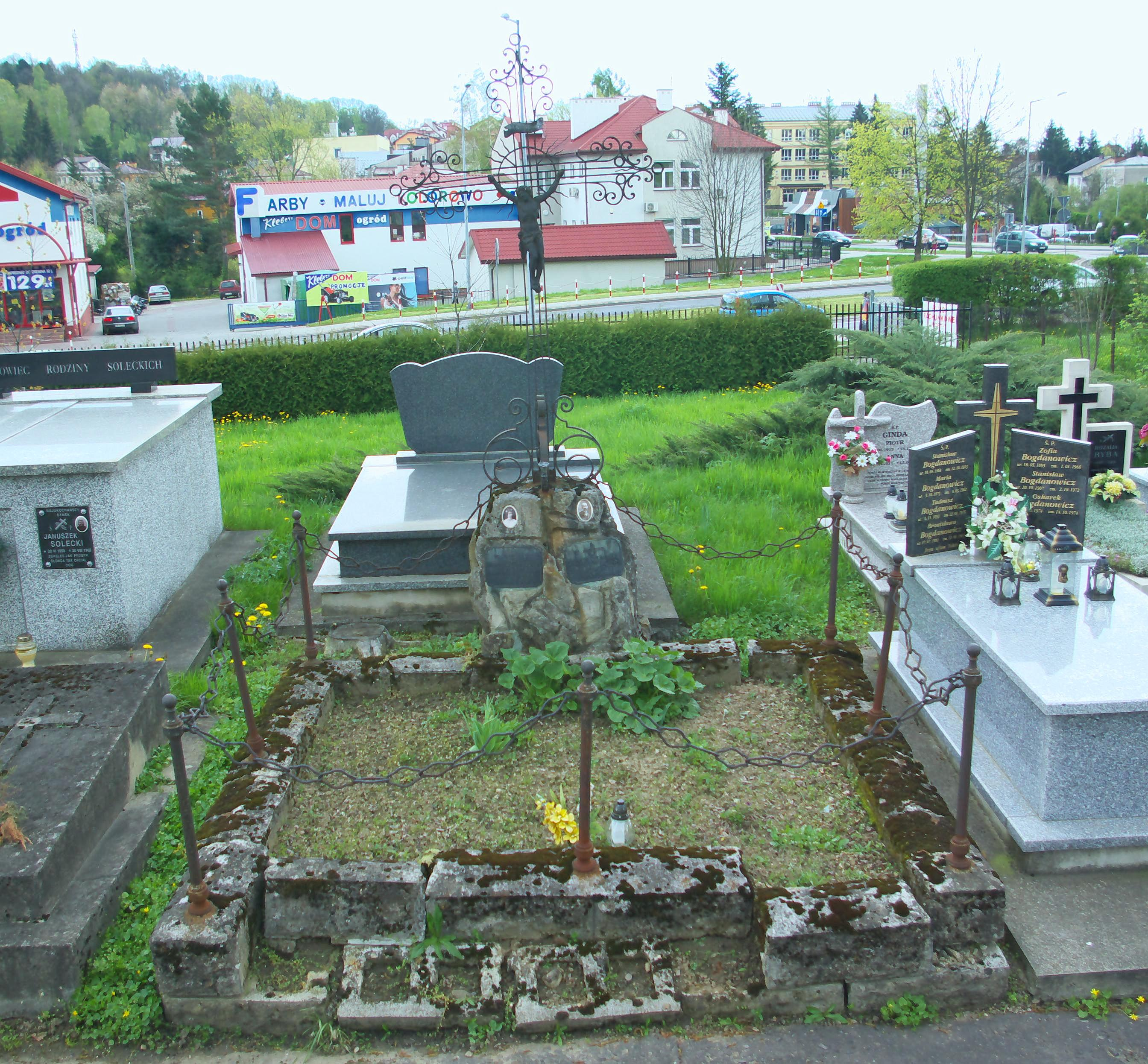
Grobowiec Kazimierza i Marii Sulimierskich

## Życiorys
Pochodził z Kalisza. Został pracownikiem Fabryki Wagonów i Maszyn w Sanoku – Kazimierz Lipiński od początku jej istnienia w 1887 (będąc jedynym inżynierem w zakładzie), działającej od 1894 pod nazwą Pierwsze Galicyjskie Towarzystwo Akcyjne Budowy Wagonów i Maszyn, a od 1913 jako Polskie Fabryki Maszyn i Wagonów – L. Zieleniewski (późniejsza fabryka Autosan). Na Powszechnej Wystawie Krajowej we Lwowie, podczas której sanocka fabryka prezentowała wyroby w osobnym pawilonie, w październiku 1894 otrzymał od organizatorów srebrny medal komisji wystawowej „za techniczne kierownictwo fabryki maszyn Kazimierza Lipińskiego”. Od około 1902 był znawcą dla oceniania realności z większych przedsiębiorstw przemysłowych dla całego okręgu C. K. Sądzie Obwodowego w Sanoku.
Przebywając w Sanoku był aktywny społecznie. 25 marca 1895 został gospodarzem Towarzystwa Muzyki Ochotniczej w Sanoku. Zasiadł w wydziału Towarzystwa Korpusów Wakacyjnych w Sanoku. Był współzałożycielem i pełnił funkcję wiceprezesa (1896) oraz prezesa wydziału Czytelni Chrześcijańskiej „Ogniwo” w Sanoku, działającego w pomieszczeniach sanockiego gimnazjum, zaś na początku 1907 ustąpił z funkcji z powodu postępującej choroby. Udzielał się w działalności Czytelni Mieszczańskiej w Sanoku (funkcjonującej w budynku tzw. Ramerówki), w której był wybierany zastępcą prezesa 3 marca 1895, w styczniu 1896. Na przełomie XIX/XX wieku był czynnym członkiem sanockiego gniazda Polskiego Towarzystwa Gimnastycznego „Sokół”, w którym działał jako członek wydziału w 1899 do 1905, a także jako wiceprezes. Jako przedstawiciel sanockiego „Sokoła” dnia 5 sierpnia 1897 w Krakowie uczestniczył w pogrzebie Adama Asnyka, także Kaliszanina. Na przełomie XIX i XX wieku był członkiem zwyczajnym Macierzy Szkolnej dla Księstwa Cieszyńskiego. Został wybrany zastępcą sędziego przysięgłego przy trybunale C. K. Sądu Obwodowego w Sanoku w 1904. Udzielał się także w działaniu Towarzystwa Szkoły Ludowej.
W ostatnich kilku latach życia obłożnie chorował. Zmarł 17 kwietnia 1914 w Sanoku w wyniku zapalenia płuc. Został pochowany na cmentarzu przy ul. Rymanowskiej w Sanoku. Był żonaty ze Stanisławą z domu Sulimierską. Ich córką była Maria Kazimiera, urodzona 2 października 1879 w Przemyślu, od 10 sierpnia 1907 zamężna ze Stanisławem Zonerem (ur. 1880, urzędnikiem prywatnym fabryki wagonów w Sanoku), zmarła 1 kwietnia 1921 na gruźlicę. Maria Zoner została pochowana w grobie ojca, a ich nagrobek został uznany za obiekt zabytkowy i podlega ochronie prawnej. Stanowi go krzyż na kamiennym cokole.